# Câlnicu de Sus
Câlnicu de Sus – wieś w Rumunii, w okręgu Gorj, w gminie Câlnic. W 2011 roku liczyła 633 mieszkańców.